# Sebastian Prödl
Sebastian Prödl (ur. 21 czerwca 1987 w Grazu) – austriacki piłkarz grający na pozycji obrońcy. Od 2015 jest zawodnikiem Watfordu.

## Kariera klubowa

### Sturm Graz
Jest wychowankiem akademii Sturmu Graz. Do kadry pierwszego zespołu dołączył w 2006 roku. W rozgrywkach T-Mobile Bundesligi zadebiutował 9 grudnia 2006 w przegranym meczu przeciwko SV Mattersburg (0:1). Pierwsze ligowe trafienie zanotował 9 maja 2007 w wygranym 1:0 spotkaniu przeciwko Rheindorfowi Altach. W sumie w barwach Sturmu Graz rozegrał 43 mecze ligowe, w których zdobył 4 bramki.

### Werder Brema
W lipcu 2008 roku odszedł za około 2,5 miliona euro do niemieckiego Werderu Brema. W Bundeslidze zadebiutował 16 sierpnia 2008 w meczu przeciwko Arminii Bielefeld (2:2). W sezonie 2008/2009 dotarł wraz z Werderem do finału Pucharu UEFA. Pierwszego ligowego gola zdobył w sezonie 2009/2010 – 27 lutego 2010 w meczu przeciwko 1. FSV Mainz 05 (2:1).

### Watford
1 czerwca 2015 podpisał 5-letni kontrakt z Watfordem
| Sezon   | Klub         | Rozgrywki                           | Mecze | Bramki |
| ------- | ------------ | ----------------------------------- | ----- | ------ |
| 2006/07 | Sturm Graz   | Bundesliga                          | 16    | 1      |
| 2007/08 | Sturm Graz   | Bundesliga                          | 27    | 3      |
| 2008/09 | Werder Brema | Bundesliga niemiecka w piłce nożnej | 22    | 0      |
| 2009/10 | Werder Brema | Bundesliga niemiecka w piłce nożnej | 9     | 1      |
| 2010/11 | Werder Brema | Bundesliga niemiecka w piłce nożnej | 25    | 1      |
| 2011/12 | Werder Brema | Bundesliga niemiecka w piłce nożnej | 16    | 2      |
| 2012/13 | Werder Brema | Bundesliga niemiecka w piłce nożnej | 28    | 1      |
| 2013/14 | Werder Brema | Bundesliga niemiecka w piłce nożnej | 27    | 2      |
| 2014/15 | Werder Brema | Bundesliga niemiecka w piłce nożnej | 21    | 3      |
| 2015/16 | Watford      | Premier League                      | 21    | 2      |
| 2016/17 | Watford      | Premier League                      | 33    | 1      |
| 2017/18 | Watford      | Premier League                      | 21    | 0      |
| 2018/19 | Watford      | Premier League                      | 1     | 0      |

## Reprezentacja
Prödl był zawodnikiem dwu austriackich kadr narodowych: U-19 i U-20. Z tą ostatnią uczestniczył w 2007 roku w Mistrzostwach Świata U-20 w Kanadzie.
W seniorskiej reprezentacji Austrii zadebiutował 30 maja 2007 w meczu przeciwko Szkocji (0:1), który został rozegrany w Wiedniu. W 2008 roku został powołany na EURO 2008. Podczas meczu z Polską za faul na nim, sędzia Howard Webb podyktował rzut karny wykorzystany przez Ivicę Vasticia.